# Gouvy
Gouvy (valonă Gouvi) este o comună francofonă din regiunea Valonia din Belgia. Comuna este formată din localitățile Gouvy, Beho, Bovigny, Cherain, Limerlé, Montleban, Deiffelt, Ourthe, Wathermal, Cierreux, Courtil, Halconreux, Honvelez, Rogery, Brisy, Renglez, Rettigny, Sterpigny, Vaux, Cherapont, Steinbach, Baclain, Hallonru, Langlire și Lomré. Suprafața totală a comunei este de 165,11 km². La 1 ianuarie 2008 comuna avea o populație totală de 4.826 locuitori. 